# 費爾菲爾德鎮區 (費耶特縣)
费尔菲尔德鎮區（Fairfield Township），美国艾奥瓦州费耶特县的一个鎮區，总面积94平方公里，总人口652（2010年美国人口普查）。